# 国民宮殿 (ドミニカ共和国)
国民宮殿（スペイン語: PalacioNacional , Palacio Nacional de la República Dominicana )は、ドミニカ共和国の大統領府。首都サントドミンゴにある。

## 歴史
ドミニカ共和国独立100周年を記念し、1944年2月27日ラファエル・トルヒーヨ大統領(当時)の命を受け拘束されたイタリア王国(当時)の建築家であるグイド・ダレッサンドロ・ロンバルディにより、バナナ戦争中である1916年から1924年までのアメリカ軍政下に建設された旧大統領官邸(スペイン語:Mansión Presidencial)敷地内にて着工。
翌々1947年8月16日の完工日には豪勢な装飾が為され、ドミニカ共和国で建てられた最も美しい建物の1つとして見なされている。

## 構造
メインフロア
- 式典の会場
- 大統領府及び副大統領府
- 内閣会議室

3階
- 応接室
- 大使謁見ホール
- カリャチスのホール
- グリーンルーム
- マホガニールーム
- 大統領のプライベートルーム

デザインは新古典主義様式であり、上記を含む全地上3階建ての建物である。
中央ドームの高さは34m、直径は18mで、内部では18本の柱がドームを支えている。建物全体で使用されている大理石の殆んどはドミニカ共和国国内のサマナ州とカバジェロの採石場から産出されたものであり、国民宮殿の複合施設には宮殿と同じ建築様式で建てられたサンラファエルアルカンゲルの大統領礼拝堂にも含まれている。

## 舞台として
宮殿及びカリヤティーズの間は、ゴッドファーザー PART IIの大晦日のシーンに用いられた。